# Lincoln Park (Géorgie)
 (avril 2025).
Pour les articles homonymes, voir Lincoln Park.
Lincoln Park est une census-designated place située dans le comté d'Upson, dans l’État de Géorgie, aux États-Unis. Lors du recensement de 2020, elle comptait 817 habitants.